# Ротенбург ан дер Лабер
Ротенбург ан дер Лабер (њем. Rottenburg an der Laaber) град је у њемачкој савезној држави Баварска. Једно је од 35 општинских средишта округа Ландсхут. Према процјени из 2010. у граду је живјело 7.605 становника. Посједује регионалну шифру (AGS) 9274176.

## Географски и демографски подаци
Ротенбург ан дер Лабер се налази у савезној држави Баварска у округу Ландсхут. Град се налази на надморској висини од 453 метра. Површина општине износи 90,1 km². У самом граду је, према процјени из 2010. године, живјело 7.605 становника. Просјечна густина становништва износи 84 становника/km².